# 트리불치오의 성모자상
트리불치오의 성모자상(이탈리아어: Trivulzio Madonna, 트리불치오 마돈나)는 이탈리아 르네상스기의 화가 안드레아 만테냐가 1497년에 그린 그림이다. 이 작품은 이탈리아 밀라노의 스포르체스코성 미술관에 소장되어 있다.
성모 마리아와 아기 예수가 왕좌에 앉아 있고 네 명의 성인에게 둘러싸여 있는 모습을 그린 작품이다. 왼쪽부터 오른쪽으로 세례자 요한, 교황 그레고리오 1세, 누르시아의 베네딕토, 히에로니무스가 서 있다. 성모 마리아를 둘러싼 지천사로 수태고지를 상징하고 있다. 그림의 주변부에는 두 그루의 감귤나무 가지가 드리워져 있으며, 전경의 두 인물은 더 낮은 위치에 있도록 배치됐다. 그림 하단부의 중앙에는 오르간을 중심으로 노래하는 세 명의 천사가 있는데, 이는 본 작품이 소장되어 있던 베로나의 산타 마리아 인 오르가노 교회를 상징한다.
지금의 작품명은 1791년부터 1935년까지 밀라노 트리불치오 가문의 소장품이었다는 점에서 유래하였다. 필리포 리피가 그린 성모자상도 같은 이름으로 알려져 있다.